# 黄真
黄真，元朝官员，崇明人。
黄真和刘必显、徐兴祖、虞应文本来是崇明岛新涨姚刘沙的居民。他们跟随南宋海盗朱清、張瑄归顺元朝。与朱清、張瑄同事者有五万户：黄真，后来官至昭武大将军，海道都漕运粮正万户，佩三珠虎符。徐兴祖官至昭勇大将军、海运副万户，追封东海郡侯，谥宣惠；虞应文是朱清的女婿，官至昭海运副万户。其下还有封为千户之崇明人：海运上千户朱明达；松江嘉定所千户、佩金符杨茂春。朱清养子朱日新，官至宣武将军、江州路总管。范文虎、柏良弼、黄成，都是海运千户，佩金符。